# Bruelstjärnen
Bruelstjärnen är en sjö i Gävle kommun i Gästrikland och ingår i Hamrångeåns huvudavrinningsområde. Bruelstjärnen ligger i Häckelsängs högmosse och Gnagmur Natura 2000-område.